# 王長述
王 長述（おう ちょうじゅつ、生没年不詳）は、中国の西魏から隋にかけての政治家・軍人。名は述。長述は字であり、字をもって通称される。本貫は京兆郡覇城県。

## 経歴
王慶遠の子として生まれた。8歳のときに宇文泰に見出され、員外散騎侍郎に任ぜられ、長安県伯に封ぜられた。撫軍将軍・銀青光禄大夫・太子舎人に累進した。祖父の王羆が死去すると、長述は扶風郡公の爵位を嗣いだ。中書舎人に任ぜられ、起居注を修撰し、龍門郡公に改封された。于謹の下で江陵の平定に功績を挙げた。北周が建国されると、長述は賓部大夫となり、晋州刺史として出向し、玉壁総管長史に転じた。まもなく司憲大夫の位を受け、広州刺史に任ぜられて、善政で知られた。大将軍の位に上った。後に襄州総管・仁州総管を歴任した。
楊堅が北周の丞相となると、長述は信州総管に任ぜられ、管内の少数民族を征討して、位は上大将軍に進んだ。王謙が益州で乱を起こすと、使者に手紙を持たせて長述のもとに派遣した。長述は王謙の使者を捕らえて、楊堅に王謙の手紙を提出し、王謙の策を上申した。楊堅は喜んで、長述を行軍総管に任じ、兵を率いて王謙を討たせた。功績により位は柱国に進んだ。隋が建国されると、長述は南朝陳を平定する計略を上申し、戦艦を修繕して、長江の上流の軍隊を整備した。文帝（楊堅）は長述の労をねぎらって、陳に対する征討軍を起こす日には、長述を元帥とすることを約束した。数年後、長述は行軍総管として南寧を攻撃しようとして、道中で病没した。上柱国・冀州刺史の位を追贈された。諡を荘といった。

## 子女
- 王謨（後嗣）
- 王軌（大業末年、東郡通守となる）
- 王文楷（起部郎）

## 伝記資料
- 『周書』巻十八 列伝第十
- 『隋書』巻五十四 列伝第十九
- 『北史』巻六十二 列伝第五十